# 滝澤義夫
滝澤 義夫（たきざわ よしお、1917年（大正6年）9月23日 - 2003年（平成15年）6月4日）は、日本の政治家。岡山県倉敷市長。玉島市（現・倉敷市）長。

## 来歴
岡山県浅口郡三和村（のち金光町、現・浅口市）出身。1942年、神戸高等工業学校（現・神戸大学工学部）卒。卒業後は石原産業海運(株)に入社、戦後は玉島町立玉島第一中学校（現・倉敷市立玉島東中学校）教諭となり、のち、水島機工(株)を設立し、社長となった。1955年、玉島市議会議員、1959年に玉島市長に当選した。市長は2期務め、1967年の倉敷市との合併に伴い、倉敷市助役に就任した。1979年、倉敷市長に当選。市長を3期務め、この間、全国市長会副会長を務めた。倉敷市長を1991年まで務めた。1993年に勲三等旭日中綬章を受章、倉敷市文化章も受賞した。2003年に死去した。